# 古田会址站
古田会址站位于中华人民共和国福建省龙岩市上杭县古田镇上郭车村，是赣瑞龙铁路与龙龙高速铁路的一座火车站，距古田会议会址7公里。

## 历史
根据2009年11月9日《改建铁路赣州至龙岩铁路扩能改造工程环境影响报告书》通过评审将在上杭县设古田会址站。
2010年底开始建设，本站工程名为上杭北站。
2015年10月14日进入联调联试，开通前改名为古田会址站。